# Homo sapiens sapiens
En paleoantropología, el término humano anatómicamente moderno u Homo sapiens anatómicamente moderno (Homo sapiens sapiens) es una subespecie que incluye a los seres humanos actuales y a los miembros anteriores de la especie de Homo sapiens con una apariencia física consistente con los fenotipos de estos.
Se piensa que los humanos anatómicamente modernos habitaban en África y se dispersaron hacia Europa y Asia en el Pleistoceno medio, hace aproximadamente cien mil años, en varios movimientos migratorios a través de la península árabe.
El ser humano anatómicamente moderno evolucionó de Homo sapiens más primitivos en el Paleolítico medio, hace unos trescientos quince mil años. Esta evolución señala la llegada de la subespecie Homo sapiens sapiens, es decir, la subespecie que incluye a todos los humanos modernos. Los restos fósiles de Homo sapiens más antiguos descubiertos hasta la fecha son de los llamados hombres de Kibish, de hace 195 000 (±5000) años, descubiertos en 1967 en el valle del río Omo, en el sur de Etiopía, por Richard Leakey.
Otros fósiles incluyen los de la subespecie Homo sapiens idaltu, encontrados en 1997 en Herto Bouri, en Etiopía, por Tim White, que datan del Paleolítico inferior, de hace casi 160 000 años, y los restos encontrados en Skhul, en Israel, que tienen 90 000 años de antigüedad.
El fósil humano más antiguo desde el cual se ha podido extraer un genoma completo perteneció a una persona que vivió hace unos 45 000 años en Siberia.

## Nomenclatura y anatomía

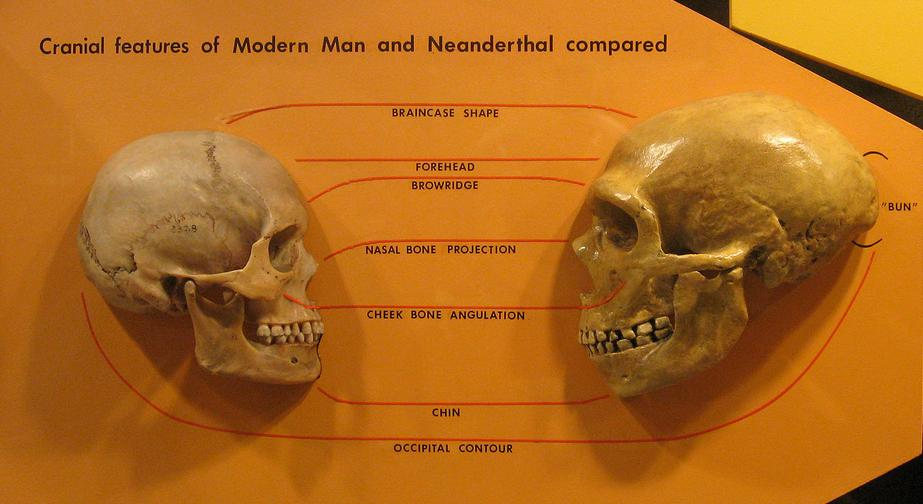
Comparación anatómica del los cráneos de Homo sapiens (izquierda) y Homo neanderthalensis (derecha). Se compara con la forma del neurocráneo, la frente, el arco superciliar, el hueso nasal, el hueso cigomático, el mentón y el hueso occipital. (Museo de Historia Natural de Cleveland)

En taxonomía, la nomenclatura binomial para la especie humana es Homo sapiens. Aunque no existe un consenso respecto a qué características definen a la especie ni de cuándo se produjo la evolución de una especie a otra, algunos investigadores consideran que evolucionó del género Homo hace unos 200 000 años, mientras que otros señalan que fue hace unos 600 000 años.
Hasta hace poco, la biología utilizaba un nombre trinomial —Homo sapiens sapiens— para esta subespecie, pero más recientemente se ha descartado el nexo filogenético entre el neandertal y la actual humanidad, por lo que se usa exclusivamente el nombre binomial. Aunque el descubrimiento de Homo sapiens idaltu en 2003 haría necesario volver al sistema trinomial, la posición taxonómica de este último es aún incierta. Evolutivamente se diferenció en África y de ese ancestro surgió la familia de la que forman parte los homínidos.